# First Division 1925/1926
Třicátý čtvrtý ročník First Division (1. anglické fotbalové ligy) se konal od 29. srpna 1925 do 1. května 1926.
Hrálo se opět s 22 kluby. Sezonu vyhrál potřetí za sebou Huddersfield Town, který vyhrál o pět bodů před druhým Arsenalem. Nejlepším střelcem se stal hráč Blackburn Ted Harper který vstřelil 43 branek.